# Diestrammena gigas
Diestrammena gigas är en insektsart som beskrevs av Sugimoto, M. och Ichikawa 2003. Diestrammena gigas ingår i släktet Diestrammena och familjen grottvårtbitare. Inga underarter finns listade i Catalogue of Life.